# Nic miłości nie pokona
Nic miłości nie pokona – album studyjny polskiej piosenkarki Eleni, wydany w 1995 roku przez Hellenic-Records, dedykowany tragicznie zmarłej córce Afrodycie.
Płyta miała swoją premierę w 1995 roku. Nagrano ją w studiu Hellenic-Records w Poznaniu. Wydano także wersję na kasecie magnetofonowej. Na buzuki zagrał Kostas Dzokas, na gitarze i instrumentach klawiszowych Aleksander Białous. Album uzyskał status złotej płyty.

## Lista utworów
Na krążku znalazły się następujące utwory:
| 1.  | "Nic miłości nie pokona"                                    | 2:20  |
|     | - muzyka: Jarosław Kukulski, tekst: Lech Konopiński         |       |
| 2.  | "Alleluja – miłość trwa"                                    | 2:48  |
|     | - muzyka i tekst: A. Krefft                                 |       |
| 3.  | "Ave Maria"                                                 | 2:30  |
|     | - muzyka: Johann Sebastian Bach, tekst: Charles Gounod      |       |
| 4.  | "Nim świt obudzi noc"                                       | 4:20  |
|     | - muzyka: irlandzka pieśń ludowa, tekst: ks. Zbigniew Łebka |       |
| 5.  | "Nie można żyć bez światła"                                 | 4:04  |
|     | - muzyka: Aleksander Maliszewski, tekst: Tomasz Kordeusz    |       |
| 6.  | "Tylko w twoich dłoniach"                                   | 3:42  |
|     | - muzyka: Aleksander Białous, tekst: Jacek Bukowski         |       |
| 7.  | "Trzeba żyć"                                                | 3:36  |
|     | - muzyka: Aleksander Białous, tekst: Jacek Bukowski         |       |
| 8.  | "Radość ze szkła"                                           | 3:04  |
|     | - muzyka: Kostas Dzokas, tekst: T. Agatowski                |       |
| 9.  | "Gdy serce śpi – jestem inna"                               | 3:42  |
|     | - muzyka: Leszek Paszko, tekst: Janusz Kondratowicz         |       |
| 10. | "Serce jak głaz"                                            | 4:10  |
|     | - muzyka: Robert Obcowski, tekst: Andrzej Kuryło            |       |
| 11. | "Miłość woła nas"                                           | 3:50  |
|     | - muzyka: A. Wójcik, tekst: Zbigniew Stawecki               |       |
| 12. | "Ave Maria"                                                 | 3:55  |
|     | - muzyka: Franz Schubert                                    |       |
| 13. | "Recuerdos de la Alhambra"                                  | 4:03  |
|     | - muzyka i tekst: Francisco Tárrega                         |       |
|     |                                                             | 46:04 |
|     |                                                             |       |